# Zalíbená
Zalíbená (německy Saliben) je malá vesnice, část obce Podveky v okrese Kutná Hora. Nachází se asi 1,5 kilometru západně od Podvek. Zalíbená leží v katastrálním území Podveky o výměře 5,33 km².

## Historie
První písemná zmínka o vesnici pochází z roku 1788.

## Další fotografie

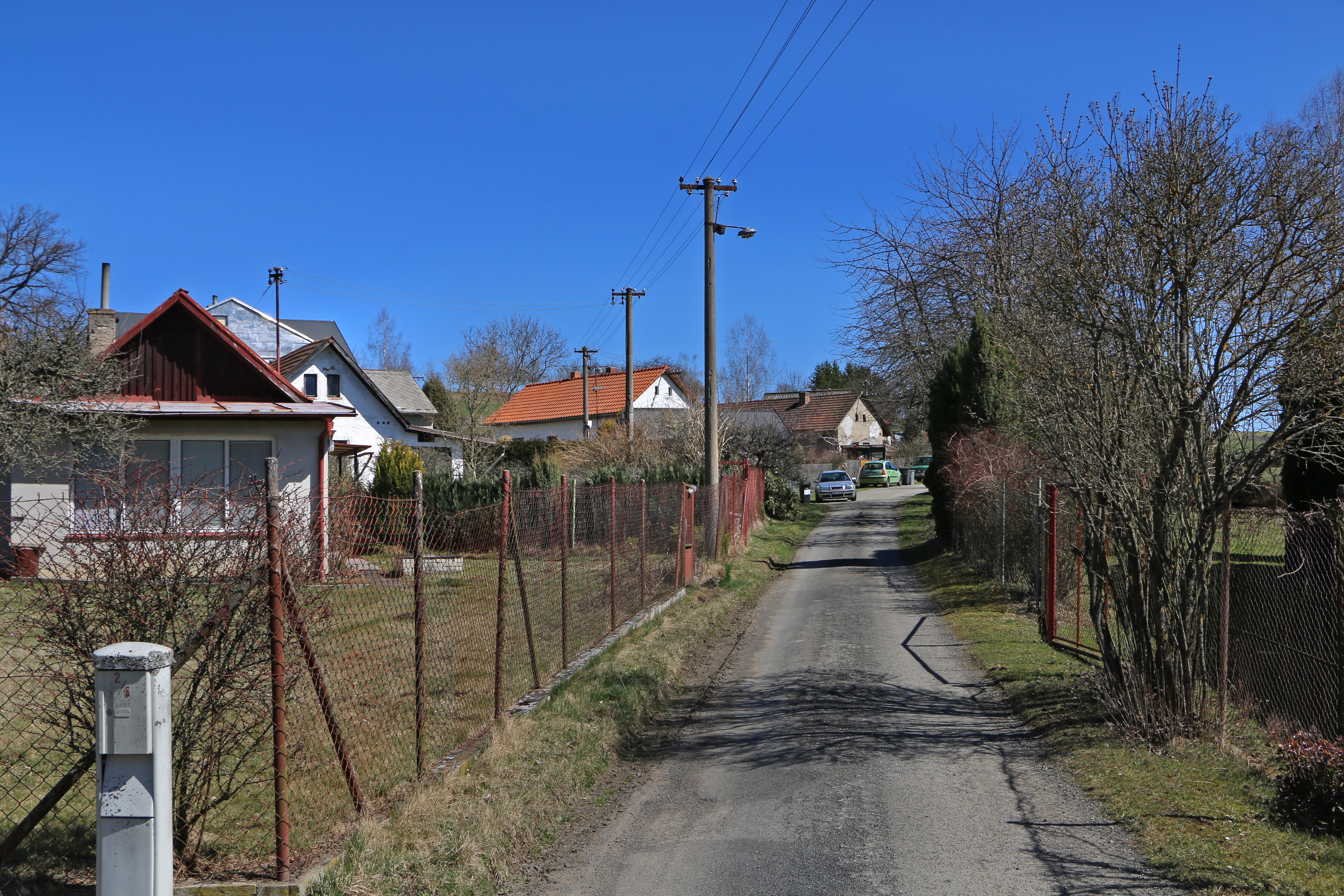
Průjezd k východní části vsi
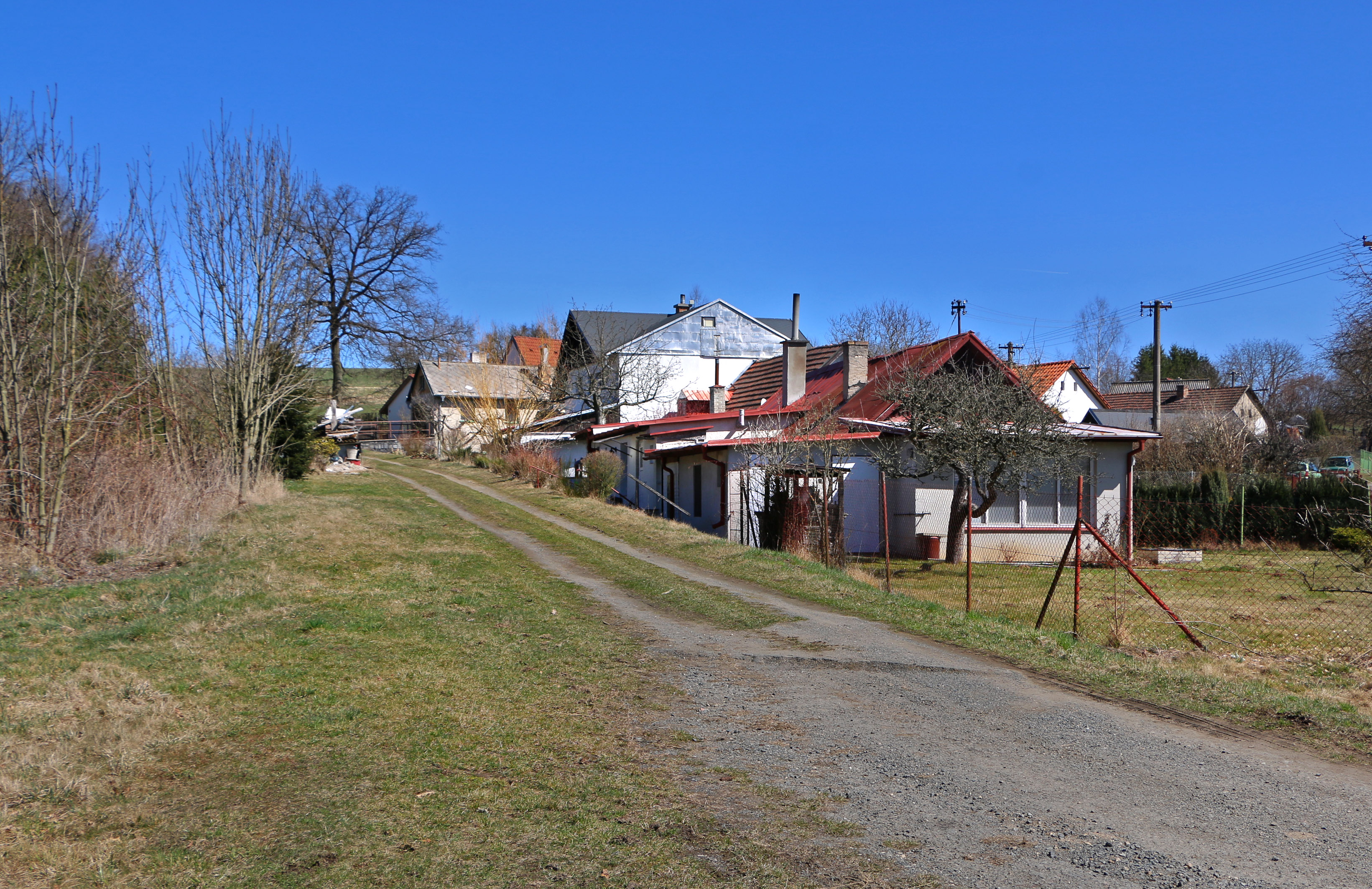
Severní část